# 朱休度
朱休度（1732年—1812年），字介裴，号梓庐，浙江秀水人。

## 生平
朱休度為朱彝尊四世侄孙。清世宗雍正十年（1732年）生，乾隆十八年举人。官嵊县训导。乾隆五十五年（1790年）任山西广灵知县，多善政，尤善决狱，監獄為之一空。縣民劉杷子荒年出逃，其妻張氏因飢餓，改嫁郭添保。張氏以為將被郭拐賣，遂殺二子後自刎。张氏斷气前，双眼盯着郭添保，嘴里重复唸：“贩！贩！”朱休度仔細審查，最後以自刎結案，沒有牽連郭添保。朱休度嘗曰：“南方獄多法輕情重，北方獄多法重情輕，稍忽之，失其情矣。”嘉庆初年，辞官归里，主講书院。工於詩。嘉庆十七年（1812年）卒，年八十一。